# Hans-Joachim von Buchka
Hans-Joachim von Buchka (* 5. Februar 1948 in Freiburg/Elbe) ist Verwaltungsjurist und war Kanzler der Bergischen Universität in Wuppertal.

## Leben
An der Universität Bonn studierte von Buchka Rechtswissenschaft. An der Universität Dortmund war er von 1977 bis 1988 tätig, dort leitete er mehrere Dezernate der Hochschulverwaltung. 1988 wurde er zum Kanzler der Fachhochschule Dortmund ernannt. An die Bergische Universität Wuppertal wechselte er 2001 als Kanzler und trat die Nachfolge des Gründungskanzlers Klaus Peters an.
Sein Nachfolger als Kanzler wurde am 1. Oktober 2009 Roland Kischkel, von Buchka ging in den Ruhestand.
Während seiner 32-jährigen Tätigkeit in und für Hochschulverwaltungen engagierte sich von Buchka in verschiedenen Arbeitskreisen, die sich unter anderem mit den Themen Verwaltungsmodernisierung, Datenverarbeitung und Finanzierungsmodelle für Hochschulen beschäftigten. Er war 1994 bis 2000 Sprecher der Fachhochschulkanzler in Nordrhein-Westfalen, arbeitete in verschiedenen länder- und hochschulübergreifenden Arbeitskreisen mit und war zuletzt 2006 bis 2007 Vorsitzender des Länderübergreifenden DV-Arbeitskreises der Universitäts-Kanzler.
Hans-Joachim von Buchka ist Stiftungsvorsteher der Familienstiftung Hofgärtner Hermann Sello, die sich um den privaten Familienfriedhof der Familie Hermann Sello (1800–1876) in Potsdam kümmert. Von Buchka ist Urururenkel von Friedrich Ludwig Persius, einem Schwager des Stiftungsgründers.
Als Ururenkel von Hermann von Buchka, ghz. mecklenburg-schwerinscher Staatsrat, übergab er 2005 das Familienarchiv von Buchka dem Archiv der Universität Rostock.
Seit 2010 engagiert sich von Buchka ehrenamtlich in der Deutschen Stiftung Denkmalschutz, zunächst im Ortskuratorium Bochum/Dortmund und (nach Wechsel seines Wohnsitzes) seit 2017 im Ortskuratorium Müllheim/Markgräflerland, zu dessen Ortskurator er 2023 ernannt wurde.

## Werke
- Kostenrechnung mit HIS-COB – Erste Erfahrungen. Informationssysteme für das Hochschulmanagement 1997: 101–118